# 青井大助
青井 大助（あおい だいすけ、1997年〈平成9年〉11月22日 - ）、愛称はだい、日本の元ゲイポルノ男優。ケーオーカンパニー所属。
 

## 人物
11月22日生まれ、岐阜県出身。ラーメンを食べることと酒を飲むことが好き。スポーツに関しては、サッカーと卓球が得意。かつて、ゲイ向け風俗店である『男子学園』名古屋店で働いていた。2019年にゲイポルノ男優デビューしてから、2023年まで活動。2023年9月23日公開の『マッチョin the DARK』が最後の出演作となる。
 

## 出演作品

### 青井大助（だい） 名義

#### 2018年
- バキのガチ撮り!! シリーズ６ (G@MES)
  - 硬魔羅バキが容赦ないガチのハメ撮りREAL FUCK!!!デカマラブンブン振り回して歓喜の合体!!童顔君のケツ穴気持ち良かったです!!

#### 2019年
- パイパン競パン剃毛志願者 (KO-VIDEO)
- 覗き肉体労働犬 -肉便器アフター5- (KO-VIDEO)
  - Eros Premium disc 78 昼下がりの浮気 (KO-VIDEO)
- ただ、SEXがしたいだけ。2 (2019.05)
- 完全ノーカット -カメラを止めるな! - (KO-VIDEO)
- KO+LLECT 2019 SUMMER (KO TUBE)
- KO+LLECT 2019 WINTER (KO TUBE)
- 泥酔SEX 8 (KO-VIDEO)
- 密室交尾部屋 606号室 (KO-VIDEO)
- 喰べごろ。 (KO-VIDEO)

#### 2020年
- パイパン変態イモ坊主 2 (KO-VIDEO)
- 86宿温泉ドキュメント (KO-VIDEO)
  - EROS PREMIUM DISC 84 京都でチャパチュパ喰い歩き!! (KO-VIDEO)
- 完全ノーカット 3 (KO-VIDEO)

#### 2021年
- 相手が誰か分からないのに股を開く変態 (KO-VIDEO)
- ただ、SEXがしたいだけ。4 (KO-VIDEO)
- 【TUBEオリジナル】 大阪某発展サウナでの猥褻行為 Part.13 (KO TUBE)
- 体育教師 8 (KO-VIDEO)
- EROS PREMIUM DISC 092 舐犬 青井大助 (KO-VIDEO)
- 闇剛体市場 -タコゲーム- (KO-VIDEO)

#### 2022年
- 【TUBEオリジナル】ヌルヌル濡れ濡れローション塗れ ～青井大助編～ (KO TUBE)
- 筋尻犯 (KO-VIDEO)
- 変態フィジーカー肉弾戦 (KO-VIDEO)
- 肉便器アフター5 -ディープな肉体関係- (KO-VIDEO)
- 【TUBEオリジナル】最後までヤレる出張マッサージ Part.02 (KO TUBE)
- 夏嵐 ヒロシと翔平 チョモランマ (KO-VIDEO)
- パイパン勃起ガキ大将 (KO-VIDEO)
- KO VALUE SET 002 (KO-VIDEO)
- EROS VALUE SET 015 (KO-VIDEO)

#### 2023年
- KO VALUE SET 005 (KO-VIDEO)
- EROS VALUE SET 017 (KO-VIDEO)
- マッチョ in THE DARK (KO-VIDEO)
- EROS VALUE SET 018 (KO-VIDEO)
- KURUU VALUE SET 012 (KO-VIDEO)

#### 2024年
- KO-TUBEオリジナル 覇 (KO-VIDEO)

### 腹筋バキバキG 名義

#### 2022年
- 腹筋バキバキGとイモガチムチGの掘り合いリバ生セックス！相性抜群で好きになっちゃう！エチエチ競パンプレイ！ (おなコレ)
- 親方シリーズ終焉。性欲旺盛な若造三人衆と檜風呂で盛り合う！生チンポで掘り合いの大乱交に発展！ (おなコレ)
- 『若パパ太一のムッチリDELIVERY』マッサージで腹筋Gをおもてなし。エロすぎるチンポに欲情して生掘りスペシャルコース！ (おなコレ)
- 雄エロマッチョ9号こと『T-Muscle』が腹筋Gを生堀り！激しく濃厚な見応え抜群すぎる生SEXご堪能あれ！ (おなコレ)